# Mars Ravelo
Marcial Ravelo (Tanza, 9 de octubre de 1916 - Manila, 12 de septiembre de 1988), más conocido como Mars Ravelo, fue un dibujante y guionista de cómics filipino. A lo largo de su trayectoria destacó por haber desarrollado el universo de los superhéroes en la historieta de Filipinas, con personajes icónicos en ese país como Darna, Lastikman y Captain Barbell entre otros.

## Biografía
Mars Ravelo nació el 9 de octubre de 1916 en Tanza, en la provincia de Cavite. Desde pequeño mostró interés por la lectura y el dibujo, con especial interés en el género de superhéroes y las colecciones de Superman que habían llegado a Filipinas a través de los soldados estadounidenses. De joven tuvo que dejar la escuela secundaria para ayudar en la economía familiar. Durante el periodo de guerra compaginó varios trabajos de baja cualificación y a partir de 1939 empezó a publicar series de historieta. Uno de sus mentores fue Tony Velasquez, considerado el padre de la historieta filipina.
En 1947 publicó en Bulaklak Magazine la primera historieta de la superheroína Varga, cuya protagonista era una chica capaz de transformarse en guerrera para combatir a las fuerzas del mal. En 1950, luego de haber dejado la revista donde editaba Varga, el autor rehízo la obra en Pilipino Komiks bajo el nombre de Darna y diseñó un universo de personajes ambientado en la cultura de Filipinas. Ravelo se ocupaba de los guiones mientras que el dibujo corría a cargo de Nestor Redondo, quien tiempo después hizo carrera en Estados Unidos. Darna resultó uno de los mayores éxitos de ventas de la historieta filipina y supuso la consolidación del autor.
Ya dedicado en exclusiva a la historieta, Ravelo siguió escribiendo guiones para otros dibujantes, en su mayoría de superhéroes. Algunas de sus obras más conocidas son Dyesebel (1952), capaz de transformarse en sirena; Captain Barbell (1963), un joven que se convierte en superhéroe al levantar una mancuerna, y Lastikman (1964), un alienígena con el poder de estirar su cuerpo en cualquier forma. Además, era un prolífico escritor de novela ligera, folletines y guiones para televisión. Entre 1970 y 1983 contó con su propia editorial, RAR Publishing.
Ravelo falleció en Manila el 12 de septiembre de 1988, a los 71 años. A lo largo de su trayectoria llegó a publicar más de 300 obras, razón por la que en su país es comparado con otros autores prolíficos como Stan Lee o Jack Kirby.